# ずいりゅう (潜水艦)
ずいりゅう（ローマ字：JS Zuiryu, SS-505）は、海上自衛隊の潜水艦。そうりゅう型潜水艦の5番艦。艦名「ずいりゅう」は「美しくみずみずしい龍」を意味する「瑞龍」に由来する。

## 艦歴
「ずいりゅう」は、中期防衛力整備計画に基づく平成20年度計画2900トン型潜水艦8120号艦として、三菱重工神戸造船所で2009年3月16日に起工され、2011年10月20日に命名・進水、2012年8月2日に公試開始、2013年3月6日に就役し、第2潜水隊群第4潜水隊に編入され横須賀に配備された。同年4月23日に艦橋に付された艦番号「505」が除去され、慣熟訓練、本格任務となる。
搭載する武器などを含め建造費は約510億円である。
2017年7月1日から10月3日までの間、 米国派遣訓練に参加し、グアム及びハワイ諸島方面において洋上訓練及び施設利用訓練を実施した。
2018年9月30日、日本テレビ系テレビ番組『ザ!鉄腕!DASH!!』で本艦が城島茂、長瀬智也に海軍カレーを提供した。
2019年9月12日から12月18日までの間、米国派遣訓練に参加し、ハワイ諸島方面において洋上訓練及び施設利用訓練を実施する。
2022年3月9日、「たいげい」の就役に伴い、第6潜水隊に編成替え。
定係港は横須賀である。

### 歴代艦長
| 代       | 氏名     | 在任期間                | 出身校・期 | 前職                         | 後職                         | 備考                        |
| 艤装員長 | 艤装員長 | 艤装員長                | 艤装員長   | 艤装員長                     | 艤装員長                     | 艤装員長                    |
| -------- | -------- | ----------------------- | ---------- | ---------------------------- | ---------------------------- | --------------------------- |
| -        | 渡邉 忍  | 2011.10.20 - 2013.03.06 | 防大38期   | くろしお艦長                 | ずいりゅう艦長               |                             |
| 艦長     |          |                         |            |                              |                              |                             |
| 1        | 渡邉 忍  | 2013.03.06 - 2014.6.5   | 防大38期   | ずいりゅう艤装員長           | 潜水艦隊司令部幕僚           |                             |
| 2        | 中津博宜 | 2014.6.6 - 2015.3.9     | 防大42期   | 潜水艦隊司令部               |                              |                             |
| 3        | 森安 竜  | 2015.3.10 - 2016.3.6    | 防大41期   | 潜水艦教育訓練隊             | 海上幕僚監部防衛部運用支援課 |                             |
| 4        | 土谷 亨  | 2016.3.7 - 2018.10.18   |            | 潜水艦教育訓練隊             | 潜水艦教育訓練隊             | 2020.10.14 たいげい艤装員長 |
| 5        | 小池哲也 | 2018.10.19 - 2020.2.2   |            | 海上幕僚監部防衛部運用支援課 | 潜水艦隊司令部               |                             |
| 6        | 鎌田伸也 | 2020.2.3 - 2022.3.21    | 防大44期   | こくりゅう艦長               | 潜水艦隊司令部               |                             |
| 7        | 村上朝一 | 2022.3.22 -             |            | 潜水艦教育訓練隊             |                              |                             |